# هسلينغتون (تشيشير)
هسلينغتون (بالإنجليزية: Haslington)‏ هي قرية وأبرشية مدنية تقع في المملكة المتحدة في إنجلترا. يقدر عدد سكانها بـ 6,781 نسمة .